# Иванешти (Падурени)
Иванешти (рум. Ivănești) насеље је у Румунији у округу Васлуј у општини Падурени. Oпштина се налази на надморској висини од 69 m.

## Становништво
Према подацима из 2011. године у насељу је живело 534 становника.